# Dealu Morii
Dealu Morii è un comune della Romania di 2 910 abitanti, ubicato nel distretto di Bacău, nella regione storica della Moldavia.
Il comune è formato dall'unione di 14 villaggi: Banca, Bălănești, Blaga, Boboș, Bodeasa, Bostănești, Calapodești, Căuia, Dealu Morii, Dorofei, Ghionoaia, Grădești, Negulești, Tăvădărești.